# Five Tango Sensations
Five Tango Sensations es un conjunto de cinco piezas (Asleep—Loving—Anxiety—Despertar—Fear) para bandoneón y cuarteto de cuerda escrito en 1989 por el compositor argentino Astor Piazzolla. Fue estrenado en Nueva York ese año y grabado inmediatamente después por el Kronos Quartet y el compositor al bandoneón en un álbum que tenía el mismo título de la obra.

## Kronos Quartet y Astor Piazzolla

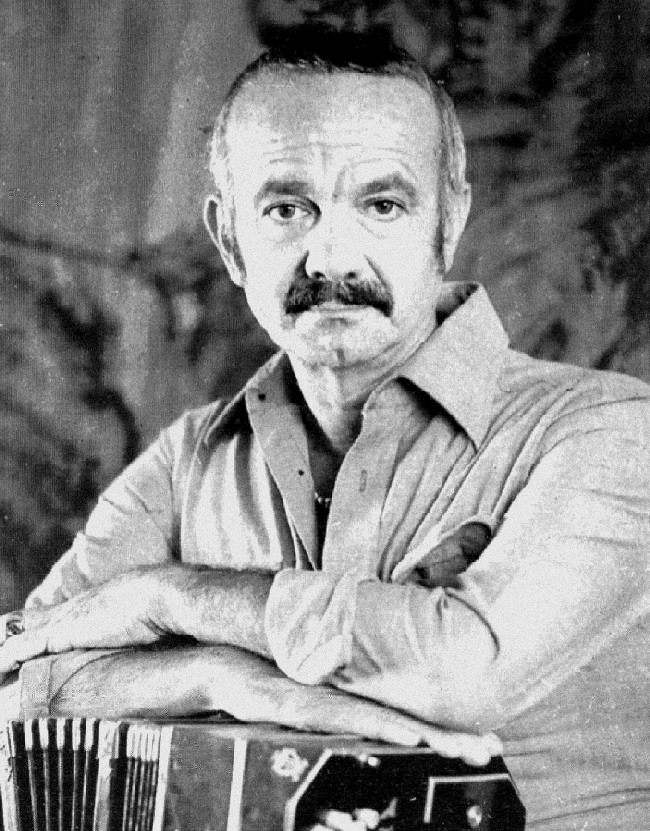
Astor Piazzolla en 1971.

En 1987, el productor ejecutivo de Kronos, Robert Hurwitz, había llevado a Astor Piazzolla, que se encontraba en una estadía prolongada en Nueva York, para ver al cuarteto interpretar. Entre bastidores, después de que Piazzolla saludara al cuarteto, el violinista David Harrington le preguntó si podía llamarlo en unos días; cuando Harrington llamó, Piazzolla ya había compuesto "Four, For Tango" para ellos. El cuarteto todavía toca la pieza de fotocopias de la partitura original de Piazzolla. El cuarteto grabó la pieza en noviembre de 1987 para su álbum de 1988 Winter Was Hard. Continuaron su colaboración con interpretaciones en vivo; en junio de 1990, Piazzolla y el cuarteto tocaron juntos en un festival en Alemania.
Las cinco composiciones de este álbum, "un adiós musical a la vida", datan de 1989 y fueron escritas después de que Piazzolla sufriera una grave enfermedad. Se estrenaron en Nueva York en la Sala Alice Tully el 25 de noviembre de 1989. Piazzolla había volado a Nueva York para tocar con el cuarteto para el estreno y las grabaciones posteriores, que se realizaron en una sesión de tres horas en la Central eléctrica en Manhattan. Harrington comentó que esta fue la sesión de grabación más corta que jamás habían hecho, y el cuarteto notó una "severidad centrada" en Piazzolla: según Harrington, "sacó la música de Kronos".
La sesión con el Kronos Quartet resultó ser su última grabación de estudio. Piazzolla, que había revolucionado el tango tradicional creando un nuevo estilo, el nuevo tango, falleció el 4 de julio de 1992.

## Lista de piezas
Toda la música compuesta por Astor Piazzolla. 
| N.º | Título      | Duración |  |
| 1.  | «Asleep»    | 5:23     |  |
| 2.  | «Loving»    | 6:10     |  |
| 3.  | «Anxiety»   | 4:51     |  |
| 4.  | «Despertar» | 6:03     |  |
| 5.  | «Fear»      | 4:00     |  |

## Recepción de la crítica
Allan Kozinn, revisando las composiciones para The New York Times después de su estreno en Nueva York en 1989, las llamó "un conjunto de tangos encantadoramente melódicos en el que el grupo proporcionó un acompañamiento a las actuaciones urbanas del compositor en el bandoneón similar a un acordeón". Adam Greenberg comenta en su reseña de Allmusic que "Piazzolla toca con el corazón en su confiable bandoneón, y los músicos de Kronos acompañan a la perfección". Michael Barrett, en el San Antonio Express-News, la llama una "obra de trágica belleza".

## Arreglos
El guitarrista Manuel Barrueco, realizó un arreglo de tres de los cinco movimientos de Five Tango Sensations (Asleep, Anxiety y Sleep) para guitarra y cuarteto de cuerdas, los cuales interpretó junto con el Cuarteto Latinoamericano en 2009.

## Otras grabaciones
- Five Tango Sensations (álbum) 1989 por Astor Piazzolla con Kronos Quartet.
- Piazzolla Classics: Tango Sensations. Daniel Binelli, Camerata Bariloche. Milan, 1994[12]
- Astor Piazzolla – Five Tango Sensations. Peter Soave, bandoneón; Rucner String Quartet. Cantus, 2003[13]
- Tango Sensations. Per Arne Glorvigen, Cuarteto Alban Berg. EMI Classics, 2004[14]
- Astor Piazzolla: Sensations. Con arreglos de las Five Tango Sensations, para bayán y orquesta. Geir Draugsvoll (bayán), David Geringas (dirección y violonchelo), Lithuanian Chamber Orchestra. Delos, 2011[15]
- Sensations: Music for Bandoneon. Cesare Chiacchiaretta, bandoneón; Miran Vaupotic, director; Croatian Philharmonic Orchestra, Naxos, 2014[16]
- El Otro Astor: Music For Guitar And Strings. Arreglo de Manuel Barrueco. Alessio Nebiolo, Nadio Marenco, QuartettOrfeo. Brilliant Classics, 2015[17]
- Five for tango. Astor Piazzolla. César Olguín, Cuarteto Latinoamericano. Tempus Clásico, 2016[18]
- Piazzolla - Piaf. William Sabatier, bandoneón; Quatuor Terpsycordes. Fuga Libera, 2018[19]